# Округ Шеманг (Њујорк)
Округ Шеманг (енгл. Chemung County) је округ у америчкој савезној држави Њујорк. По попису из 2010. године број становника је 88.830.

## Демографија
Према попису становништва из 2010. у округу је живело 88.830 становника, што је 2.240 (2,5%) становника мање него 2000. године.
| Група             | 2000.          | 2010.          |
| Белци             | 82.131 (90,2%) | 77.643 (87,4%) |
| Афроамериканци    | 5.303 (5,8%)   | 5.828 (6,6%)   |
| Азијати           | 709 (0,8%)     | 1.057 (1,2%)   |
| Хиспаноамериканци | 1.609 (1,8%)   | 2.240 (2,5%)   |
| Укупно            | 91.070         | 88.830         |